# Andrew Bryniarski
Andrew Bryniarski, född 13 februari 1969, är en amerikansk skådespelare. Han är bland annat känd för rollen som Thomas Brown Hewitt (Leatherface) i filmen The Texas Chainsaw Massacre.

## Filmografi
- 1990 – Dragonfight
- 1991 – Tuffa tag på plan!
- 1991 – Höken är lös
- 1992 – Batman - Återkomsten
- 1993 – Cyborg III
- 1993 – The Program
- 1994 – Street Fighter
- 1995 – Livets hårda skola
- 1999 – Any Given Sunday
- 2001 – Pearl Harbor
- 2002 – Black Mask 2: City of Masks
- 2002 – Scooby Doo
- 2002 – Rollerball
- 2002 – The Lobo Paramilitary Christmas Special
- 2003 – 44 Minutes
- 2003 – The Texas Chainsaw Massacre
- 2004 – The Curse of El Charro
- 2005 – Seven Mummies
- 2006 – Chasing 3000
- 2006 – The Texas Chainsaw Massacre: The Beginning
- 2008 – Dracula's Guest
- 2008 – Stiletto
- 2010 – Chasing 3000
- 2011 – Mother's Day